# Belyachi
Djazator
Pour les articles homonymes, voir Djazator (homonymie).
Belyachi (en russe : Беляши), également connu sous le nom de Djazator (en russe : Джазатор) est un village de la république de l'Altaï, dans le raïon de Koch-Agatch en Russie. Sa population s'élevait à 1363 habitants en 2021. Le village fait partie avec le village voisin d'Arkyt de la municipalité de l'établissement rural de Belyachi.

## Géographie

### Situation

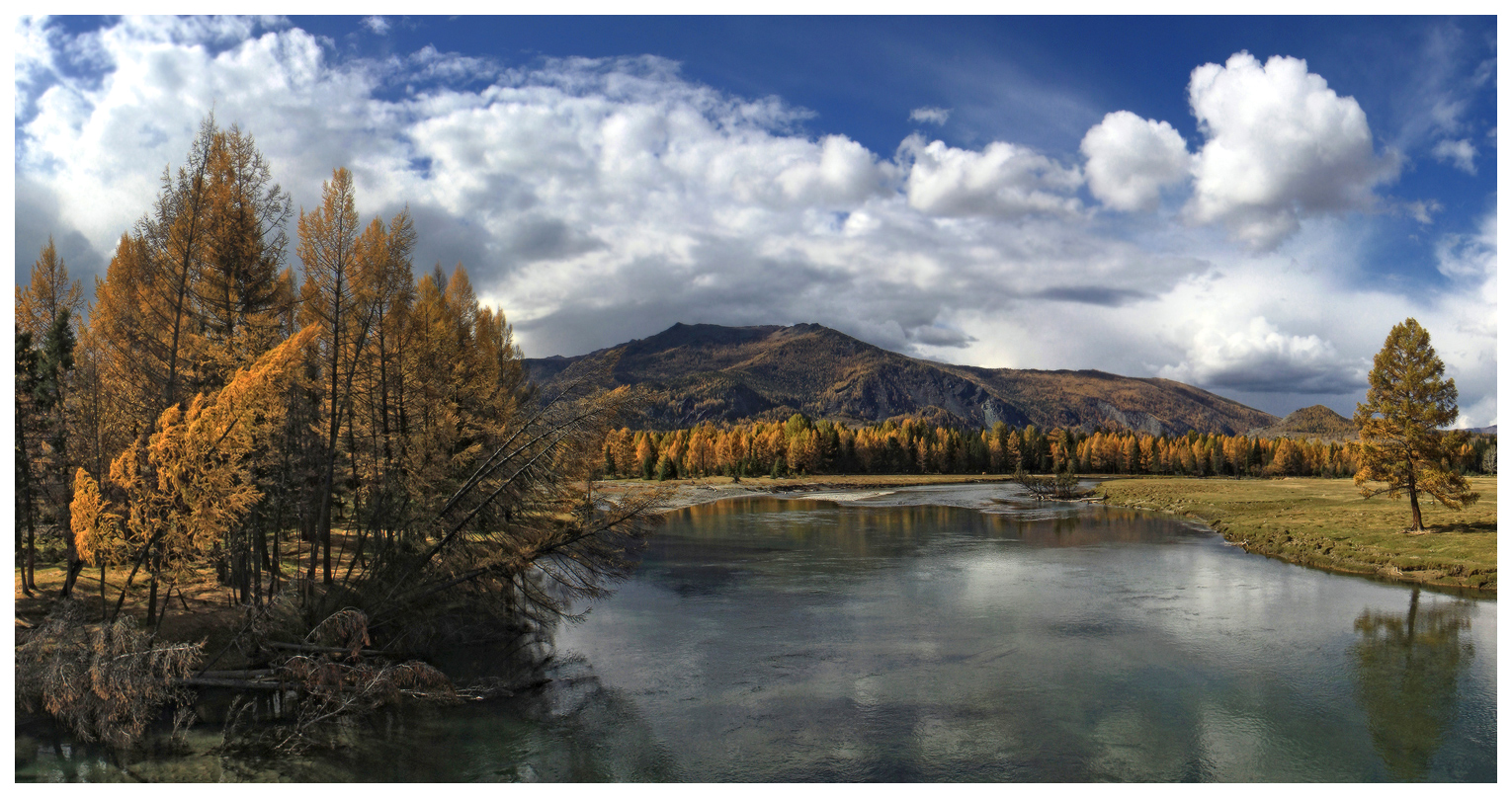
Rivière Djazator à Belyachi.

Belyachi est située à la confluence entre la rivière Akalakha et la rivière Djazator (sur la rive droite), cette confluence donnant alors naissance à l'Argout, affluent de la Katoun, elle-même affluent de l'Ob. Le village est traversé à l'ouest par un ruisseau, affluent du Djazator; le Kozoubaï, autrefois nommé Bel Assi. Le village culmine à 1 593 m. Le village est à 270 km de Gorno-Altaïsk et à 3 348 km de Moscou. Arkyt est le village le plus proche à 31,4 km au nord-ouest.
Le climat est de type EF selon la classification de Köppen, c'est-à-dire un climat de toundra avec des hivers rigoureux et des étés courts et doux.

### Géologie et relief

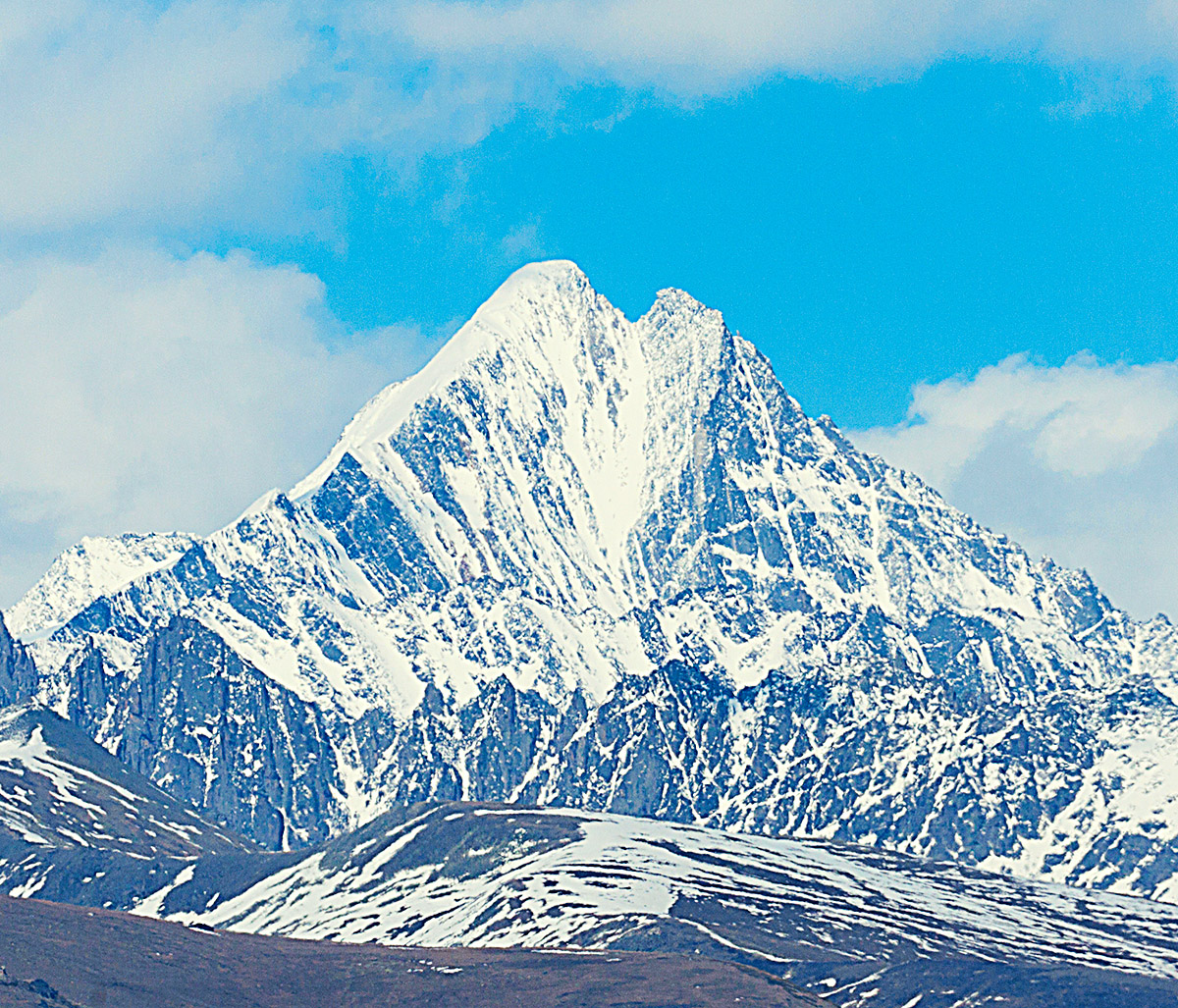
L'Iiktou depuis le village.

Le village se situe dans une petite plaine encaissée, entourée au nord et l'est par les montagnes de la tchouïa du Sud, culminant pour la plupart au-dessus des 2500 mètres, avec l'Iiktou culminant à 3936 mètres au nord-est du village. À l'ouest se trouvent les monts Katoun, avec une hauteur similaire. Au sud se trouvent les monts Saïliouguem, au sud duquel se trouve le plateau de l'Oukok.
Le sous-sol de la région est exploré dès 1934 avec Institut de recherche de Tomsk qui découvre autour de Belyachi des gisements d'amiante, de molybdène et de tungstène.

### Faune et flore
La faune de l'endroit se compose principalement de chats sauvages, de marmottes, de panthères des neiges, de sangliers, de rennes et de nombreuses espèces de papillons. Quant à la flore, elle est typique de l'altaï avec une abondance particulière de baies et de champignons, et avec des forêts de pins et de mélèzes. Grâce à la situation du village dans une vallée protégée des vents avec des conditions climatiques plus douces, il est possible de cultiver du blé, de l'avoine, et d'autres légumes.

## Toponymie
Chacun des deux noms pour le village a chacun deux origines propres possibles. Pour le nom de Djazator, qui fut le nom officiel du village de sa fondation jusqu'en 1980, Djazator viendrait du kirghize et désignerait une partie large, dans la partie supérieure d'une vallée, un cirque. Le nom pourrait aussi venir en kazakhe, Djazator, signifiant "s'asseoir en été", la zone ayant été un pâturage pour les bêtes l'été. Pour Belyachi, le nom viendrait de l'altaï, qui n'est d'autre que la traduction pour la partie supérieure d'une vallée, venant alors directement du nom Djazator. Belyachi pourrait aussi venir de la rivière Bel Assi, signifiant « au-dessus de la taille », nom donné dû à la profondeur de la rivière.

## Histoire

### Empire russe
Le premier européen a arrivé à Belyachi fut Vassili Sapojnikov, géographe et botaniste russe qui a décrit le lieu ainsi : « Le chemin longe tout le temps la rive droite du Djazator, soit de hautes terrasses, soit une plaine côtière, et est généralement praticable. Un séjour dans une belle vallée est positivement empoisonné par une masse de moustiques ;  [...] Avant le confluent du Djazator avec l'Akalakha, d'où commence l' Argout, le chemin dévie le long d'une large vallée de steppe vers la droite [...] "Pas de colonies ou de peuples nomades dans ces place ». Belyachi est alors inhabité au début du XXe siècle.

### Période soviétique
Le village est fondé en 1930, sous le nom de Djazator, avec la création de trois fermes collectives et d'une école pour alphabétiser les altaïens et télenguites, qui étaient alors nomade. Au même-moment, le banditisme se développe, alors que d'autres villages en avaient déjà subi (ex: Tchibit) mais il finit par se dissiper.
En 1935, le bâtiment du conseil du village est construit, et les années suivantes la chasse et l'agriculture se développent aussi.
La guerre n'affecte pas le village, dû à son éloignement, et Djazator voit la construction d'une bibliothèque et en 1947, la route en gravier est construite entre le village et Koch-Agatch.
En 1958, les trois fermes collectives de Djazator fusionnent et la sylviculture commence à se développer.
Les années 1960 voient le village se doter de nombreux services, dont un hôpital, un internat, un collège-lycée, une station météorologique.
En 1965, des fouilles archéologiques sont menés par des étudiants de l'université de Gorno-Altaïsk, permettant la découverte de tumulus, de squelettes, et de nombreux artéfacts comme des poteries.
En 1984, plusieurs équipements culturels, des granges, des entrepôts et des logements sont construits. La même année, une loi permet la protection des artéfacts comme les menhirs, dont certains avaient été détruits à cause de l'expansion des fermes et du passage des tracteurs. Il est alors décidé de construire un musée pour conserver ces objets.

### Depuis 1991
La dislocation de l'URSS voit le déclin du village, mais le village subsiste pour autant et en 2007, une petite centrale hydroélectrique est mise en service pour alimenter la population.

## Démographie
En 2015, la population était de 1310 habitants, avec en majorité (65 %) des kazakhs, mais aussi des altaïens (30 %) et en minorité des russes (4 %).
Recensements (*) et estimations de la population,,:
| 2002 * | 2010* | 2012  | 2013  |
| ------ | ----- | ----- | ----- |
| 1 305  | 1 379 | 1 363 | 1 349 |

| 2014  | 2015  | 2016  | 2021* |
| ----- | ----- | ----- | ----- |
| 1 339 | 1 310 | 1 292 | 1 363 |

En 2002, sur les 1 305 habitants, il y avait 70 % de Kazakhs.

## Économie et société
Le village fut durant l'époque soviétique dirigé par un conseil du village, avec un président à sa tête:
La population vit principalement de l'élevage, que ce soit de chèvres, de moutons, de bovins ou bien de chevaux. Il y aussi un secteur sylvicole avec une scierie.
Belyachi dispose d'une mairie, d'un hôpital, d'une école secondaire avec un internat, d'un stade et d'une bibliothèque. De plus, le village dispose de quelques commerces et de stations-services ainsi que d'une poste.
Depuis 2007, le village est relié au réseau téléphonique et depuis 2021 Belyachi dispose de la fibre optique.
Le village dispose d'une petite centrale hydroélectrique d'une capacité de 630 kW.

## Transport
Le village est relié au réseau routier russe par une route en gravier de 140 km, praticable par la plupart des véhicules, à Koch-Agatch et à la route R256, allant vers Novossibirsk et vers la frontière mongole. L'aéroport et la gare les plus proches sont tous les deux à Gorno-Altaïsk, l'aérodrome de Koch-Agatch n'étant plus en activité.

## Tourisme et patrimoine
La localité est le point de départ pour de nombreuses excursions dans le Haut Altaï et son patrimoine naturel. Ainsi, le secteur touristique s'est développé, avec des excursions à cheval ou à pied et des chambres pour les touristes dans le village. Au nord du village se trouve ainsi la steppe Samakha, avec des monticules et de petits menhirs attestant de la présence humaine dès l'Antiquité.

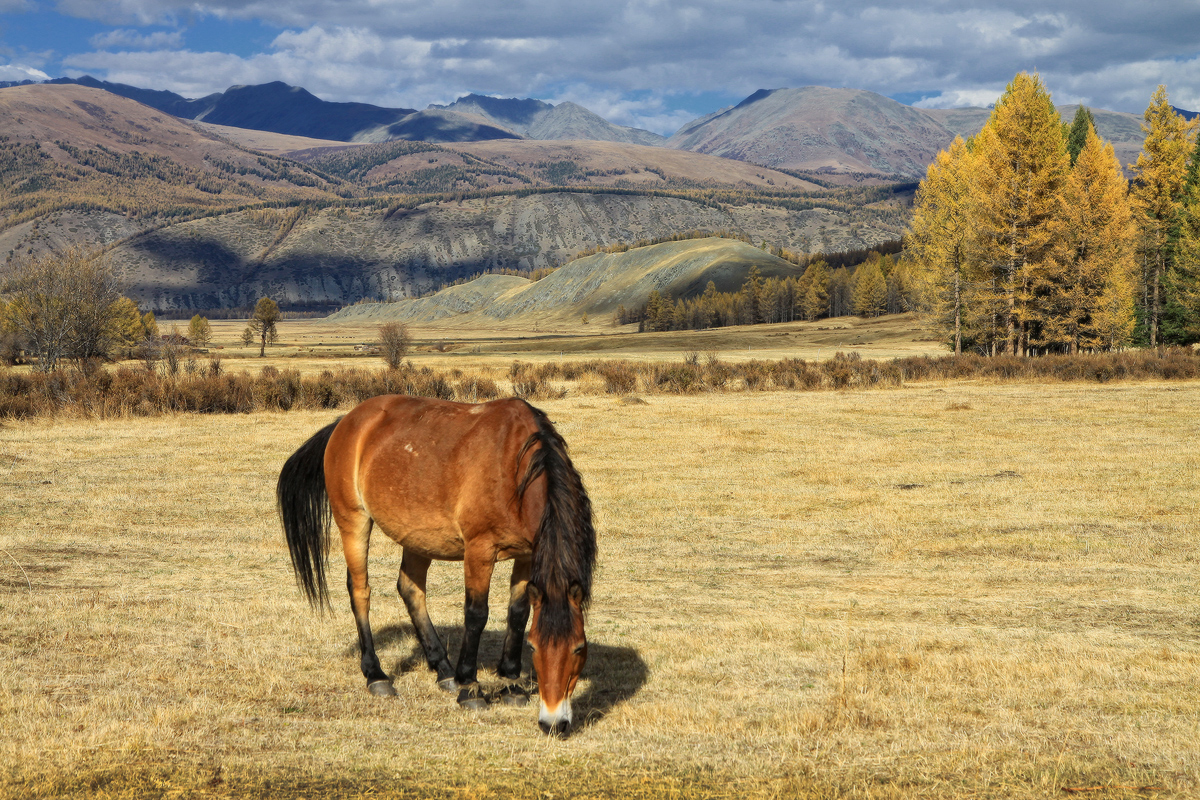
Paysage de la steppe Samakha

Toujours au nord se trouvent les monts Katoun, avec le mont Béloukha, les gorges de l'Argout, dite percée de Karagem et la crête de la Tchouïa du sud. Le parc se situe aussi au sud du parc national de Saïliouguem.

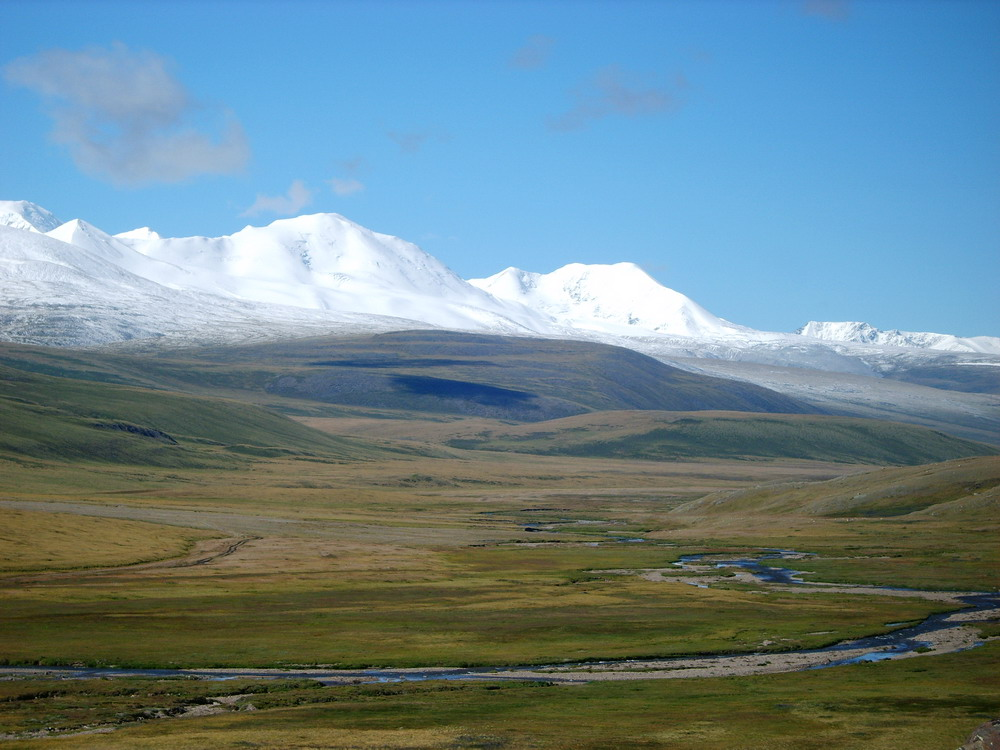
Les monts du Tavan Bogd.

Au sud du village, il est possible d'atteindre via la vallée de l'Akalakha le plateau de l'Oukok avec sa toundra, réserve naturelle russe et patrimoine de l'Unesco sous l'appellation des montagnes dorées de l'Altaï. Le plateau de l'Oukok possède de nombreux lacs et est entouré de nombreuses montagnes, dont le Tavan Bogd avec le Kujten Uul.
Belyachi est aussi un lieu archéologique, avec de nombreux vestiges du peuple Pazyryk et des Scythes dans les environs, dont des kourganes, statues et menhirs, et des fortifications plus récentes. C'est au sud du village, sur le plateau de l'Oukok qu'a été découverte la princesse de l'Altaï, momie découverte en 1933. Le village possède un musée avec de nombreux artéfacts des fouilles qui ont été menées dans la région.